# Zastava M84
La Zastava M84 es una ametralladora de propósito general fabricada por la compañía yugoslava Zastava. Es accionada por gas, enfriada por aire y alimentada mediante cinta. Es una copia directa de la PKM soviética, la única diferencia se encuentra en la culata, que no está ahuecada como en la original y está realizada con otro tipo de madera.

## Variantes

### M84
Ametralladora estándar para uso de la infantería, deriva de la ametralladora PKM soviética, de la que difiere en que ésta tiene una culata de madera sólida. Está también configurada para montarse sobre trípode (como en la PKS) y viene con un riel para instalarle una mira telescópica (como la PKMSN).

### M86
Esta variante está basada en la PKT, y está diseñada para ser montada como arma coaxial en tanques y otros vehículos de combate. La culata, bípode y los mecanismos de puntería no se encuentran en esta versión, e incluye un cañón pesado y gatillo eléctrico.

## Usuarios
- Afganistán
- Bosnia y Herzegovina
- Croacia
- Eslovenia
- Irak
- Kosovo
- Montenegro
- Macedonia del Norte
- Serbia[5]

## Galería

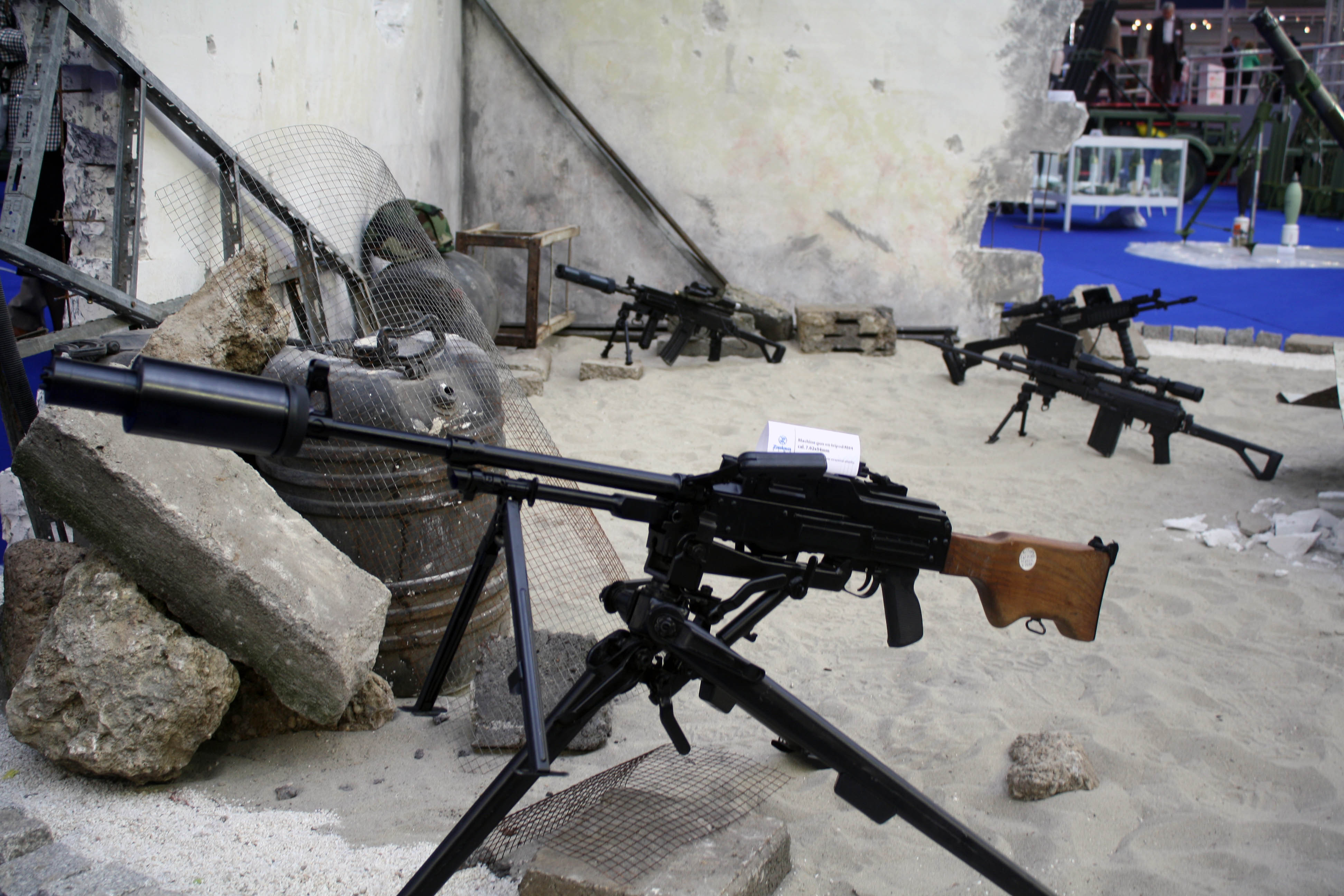
Una Zastava M84/3.
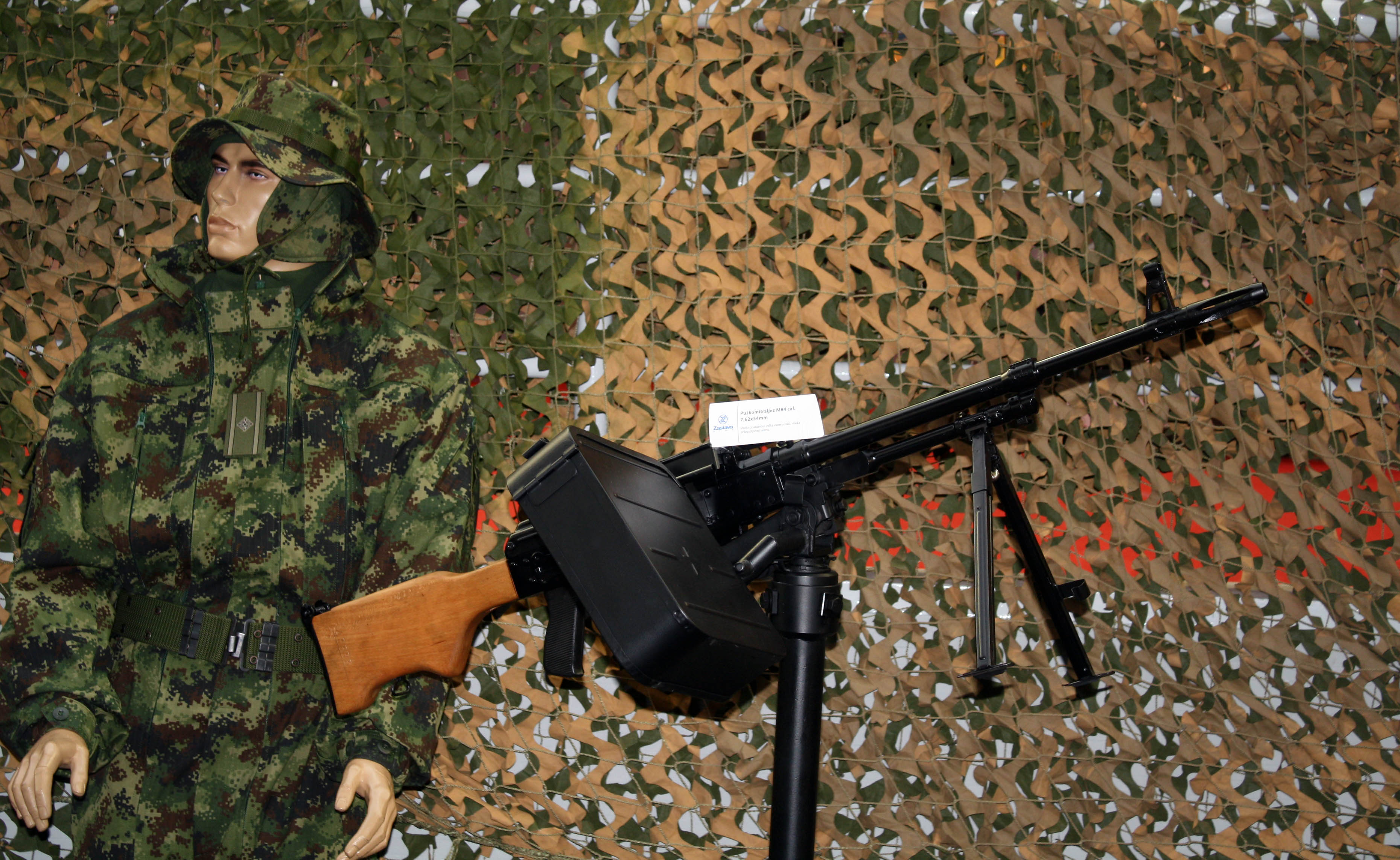
Una Zastava M84.
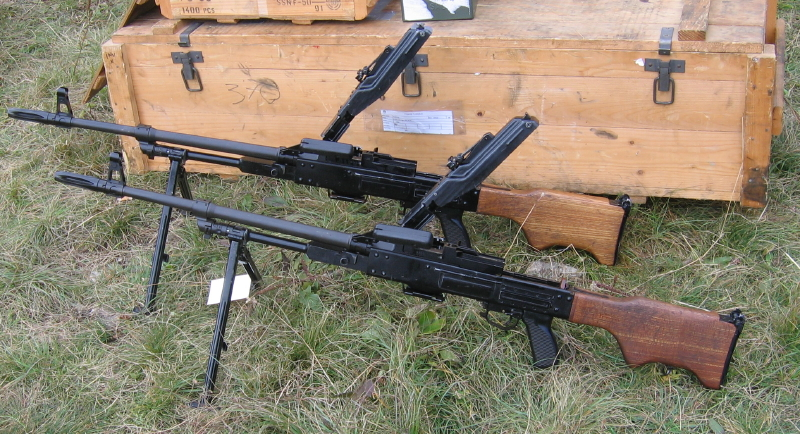
Dos Zastava M84, con sus bandejas de alimentación abiertas.
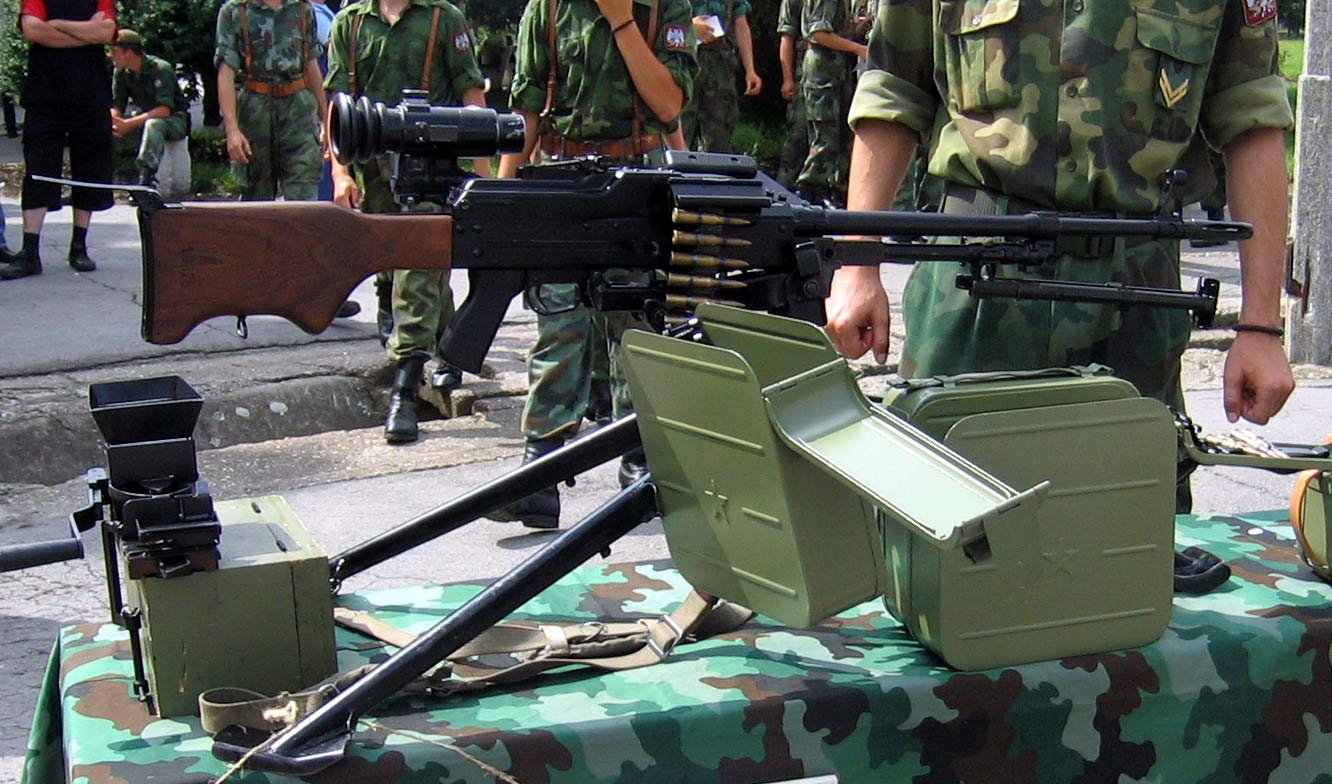
Una Zastava M84 con mira telescópica.